# Gorno Lakočerej
Gorno Lakočerej (makedonsky: Горно Лакочереј) je vesnice v Severní Makedonii. Nachází se v opštině Ochrid v Jihozápadním regionu. 
Podle sčítání lidu z roku 2002 žije ve vesnici 515 obyvatel. Etnickými skupinami jsou:
- Makedonci – 514
- Albánci – 1